# STEREO
STEREO (Solar Terrestrial Relations Observatory) là một nhiệm vụ quan sát Mặt Trời. Hai tàu vũ trụ gần như giống hệt nhau đã được phóng vào năm 2006 vào quỹ đạo quanh Mặt trời khiến chúng lần lượt kéo ra xa hơn về phía trước và dần dần rơi xuống sau Trái Đất. Điều này cho phép chụp ảnh lập thể Mặt trời và các hiện tượng mặt trời, chẳng hạn như phóng xuất vật chất tại vành nhật hoa.

## Hồ sơ nhiệm vụ

Hình động của quỹ đạo STEREO ' từ ngày 27 tháng 10 năm 2006 để ngày 01 tháng 10 năm 2014
STEREO-A ·
STEREO-B ·
Trái Đất

Hai tàu vũ trụ STEREO đã được phóng vào lúc 00:51   UTC vào ngày 26 tháng 10 năm 2006, từ Launch Pad 17B tại Trạm Không quân Cape Canaveral ở Florida trên một bệ phóng Delta II 7925-10L thành các quỹ đạo địa tâm có hình elip cao. Apogee đạt đến quỹ đạo của Mặt trăng. Vào ngày 15 tháng 12 năm 2006, trên quỹ đạo thứ năm, cặp đôi đã bay sát Mặt trăng để tận dụng hỗ trợ trọng lực. Do hai tàu vũ trụ có quỹ đạo hơi khác nhau, tàu vũ trụ "phía trước" (A) đã bị đẩy ra quỹ đạo nhật tâm bên trong quỹ đạo Trái Đất trong khi tàu vũ trụ "phía sau" (B) vẫn tạm thời ở trên quỹ đạo Trái Đất cao. Tàu vũ trụ B gặp lại Mặt trăng trên cùng một vòng tròn quỹ đạo vào ngày 21 tháng 1 năm 2007, bị đẩy ra khỏi quỹ đạo Trái Đất theo hướng ngược lại với tàu vũ trụ A. Tàu vũ trụ B đi vào quỹ đạo nhật tâm bên ngoài quỹ đạo Trái Đất. Tàu vũ trụ A sẽ mất 347 ngày để hoàn thành một vòng quay xung quanh Mặt trời và Tàu vũ trụ B sẽ mất 387 ngày. Góc tàu vũ trụ/Mặt trời/Trái Đất sẽ tăng ở mức 21.650 độ / năm. Góc tàu vũ trụ B/Mặt trời/Trái Đất sẽ thay đổi −21,999 độ mỗi năm. Giả định chiều dài quỹ đạo của Trái Đất là khoảng 940 triệu km, cả hai tàu đều có tốc độ trung bình, trong một hệ tham chiếu địa tâm xoay trong đó mặt trời luôn cùng hướng, chúng có vận tốc khoảng 1,8 km/s, nhưng tốc độ thay đổi đáng kể tùy thuộc vào mức độ gần với điểm viễn nhật hoặc điểm cận nhật tương ứng của chúng (cũng như vị trí của Trái Đất). Địa điểm hiện tại của các tàu vũ trụ này được hiển thị ở đây.